# Michel Buyck
Michel Buyck (Desselgem, 18 augustus 1912 - Waregem, 19 september 1975) was een Belgisch beroepsrenner van 1935 tot 1939.
Als beroepsrenner won hij slechts drie wedstrijden: Kortrijk en Zottegem in 1935 en GP d'Avion in 1937. Hij behaalde vooral ereplaatsen in wedstrijden in West-Vlaanderen en in Noord-Frankrijk.

## Erelijst
- 1934 (onafhankelijke)

2de Harelbeke
4de Tour du Nord
9de Paris-Lens
11de G.P. Jos Moerenhout (Lede)
17de Paris-Boulogne-sur-Mer
4de in 4de rit van de Ronde van België
- 1935

1ste G.P. Kortrijk
1ste G.P. Zottegem
2de Tour de Corrèze (Tulle)
2de Omloop van België
2de Aarschot
3de Deinze
4de Harelbeke
4de Merelbeke
5de Sint-Amandsberg
5de Tour du Pas de Calais (4de in 1ste rit, 10de in 2de rit)
7de Paris-Arras
7e Circuit Basel
7de Paris - Hénin Liétard
8ste Wilrijk
9de Gistel
9de Vichte
10de G.P.Suze (Lille)
11de e/a G.P. Lille
11de Paris-Rennes
12de Tour du Nord (5de in 4de rit, 14de in 1ste rit, 17de in 3de rit)
18de G.P. Excelsior (Lille)
22ste Parijs-Tours
- 1936

4de G.P. d'Avion
4de Harnes
5de Lille
6de Heist (aan Zee)
7de Paris-Lille
8ste Sint-Amandsberg
8ste Vichte
9de Paris-Somain
9de Deinze
30ste Tour de l'Ouest (4de in 6de rit, 4de in 8ste rit, 8ste in 7de rit)
Derby du Nord - 2de in 4de rit
- 1937

1ste G.P. d'Avion
4de Paris-Arras
14de Paris-Lille
14de Tour du Nord (5de in 3de rit)
19de Kampioenschap van Vlaanderen (Koolskamp)
32ste Ronde van Vlaanderen
1938 
15de Parijs-Brussel

## Resultaten in voornaamste wedstrijden
| Jaar | Ronde van Vlaanderen | Parijs-Brussel |
| ---- | -------------------- | -------------- |
| 1935 |                      |                |
| 1937 | 32e                  |                |
| 1938 |                      | 15e            |